# Spoorlijn 75
Spoorlijn 75 is een Belgische spoorlijn die Gent met Moeskroen en verder naar de Franse grens richting Rijsel verbindt. De spoorlijn is 54,6 km lang. 
Tussen De Pinte en Kortrijk wordt aanliggend fietssnelweg F7 (Gent-Kortrijk) aangelegd; daarvan is het deel Gent-Waregem zo goed als af. 

## Geschiedenis
De spoorlijn is in meerdere fases gebouwd. Het gedeelte Gent - Deinze werd geopend op 25 augustus 1838, vervolgens op 22 september 1838 het gedeelte Deinze - Kortrijk. Het baanvak Kortrijk - Rijsel werd ook in twee gedeeltes opgeleverd, Kortrijk - Moeskroen op 24 oktober 1842 en Moeskroen - grens op 6 november 1842.
Na de bouw van het station Gent Sint-Pieters, werd ook het spoortraject tussen Gent en De Pinte verlegd. Vanaf 1913 werd de rechtstreekse verbinding met station Gent-Zuid opgebroken en vertrok de spoorlijn vanaf het station Gent-Sint-Pieters. De oude spoorwegroute is op de kaart nog gemakkelijk te volgen (De Pintelaan, Leebeekstraat tot Oude Gentweg in De Pinte) en maakt nu met de Parkbosbruggen deel uit van fietssnelwegen F7 Gent-Kortrijk en F45 Gent-Oudenaarde-Avelgem-Kortrijk.
Sinds 24 september 1982 is de lijn geëlektrificeerd, waarvan het gedeelte Gent - Moeskroen-Grens met 3 kV en Moeskroen-Grens - Rijsel met 25 kV. Er is nog een tijd geweest dat Moeskroen vanuit Frankrijk bereikbaar was met 25 kV op een kopspoor.
De spoorlijn is dubbelsporig uitgevoerd en de maximumsnelheid bedraagt 160 km/u.

## Treindiensten
De NMBS verzorgt het personenvervoer met IC, L-, Piekuur-, ICT- en S- treinen.
Sinds 12 december 2021:
| Serie      | Verbinding                                                                                            | Bijzonderheden                                                |
| ---------- | --- | ------------------------------------------------------------- |
| IC 04      | Antwerpen-Centraal – Gent-Sint-Pieters – Kortrijk – Poperinge                                         |                                                               |
| IC 04 K 80 | Kortrijk – Moeskroen-Rijsel                                                                           | Rijdt op onregelmatige tijdstippen                            |
| IC 12      | (Oostende-Brugge-)Kortrijk – Gent-Sint-Pieters – Brussel-Zuid – Luik-Guillemins – Welkenraedt         | Rijdt niet in het weekend , enkele ritten van/naar Oostende   |
| IC 13      | Kortrijk – Zottegem-Brussel-Zuid – Schaarbeek                                                         | Rijdt niet in het weekend Enkele ritten van/naar Brussel-Zuid |
| IC 23      | Brussels Airport-Zaventem – Brussel-Zuid – Kortrijk – Brugge – Oostende                               | Stopt in het weekend bijkomend in Munkzwalm                   |
| IC 26      | Moeskroen-Doornik – Brussel-Zuid – Sint-Niklaas                                                       | Rijdt niet in het weekend                                     |
| IC 28      | Antwerpen-Centraal – Gent-Sint-Pieters – Lichtervelde – De Panne                                      | Rijdt niet in het weekend                                     |
| IC 29      | [ De Panne – ] Gent-Sint-Pieters – Aalst – Brussel-Zuid – Brussels Airport-Zaventem – Leuven – Landen | Rijdt in het weekend van/naar De Panne                        |
| S 51       | Eeklo – Gent-Sint-Pieters – Oudenaarde – Ronse                                                        | Rijdt op Zondag 1x/2u Maakt deel uit van S-trein van Gent     |
| L 8        | Mechelen – Dendermonde – Gent-Sint-Pieters – Kortrijk                                                 | Rijdt enkel in het weekend                                    |
| P          | Poperinge – Ieper – Kortrijk – Gent-Sint-Pieters – Brussel-Zuid – Schaarbeek                          | Rijdt enkel op werkdagen                                      |
| P          | Geraardsbergen – Gent-Sint-Pieters – Ronse                                                            | Rijdt enkel op werkdagen                                      |
| P          | De Panne – Gent-Sint-Pieters                                                                          | Op vrijdagavond extra rit Gent-Lichtervelde                   |
| P          | De Panne-Gent-Sint-Pieters-Brussel-Schaarbeek                                                         | Rijdt enkel op werkdagen                                      |
| P          | Poperinge – Ieper – Kortrijk – Gent-Sint-Pieters – Mechelen – Leuven – Sint-Joris-Weert               | 1 rit op zondagavond tijdens het Academiejaar                 |
| ICT        | Charleroi-Centraal – Bergen – Doornik – Moeskroen –Lichtervelde- Brugge – Blankenberge                | Rijdt enkel in juli en augustus                               |
| ICT        | Brussel-Noord – Brussel-Zuid – Gent-Sint-Pieters – De Panne                                           | Rijdt enkel in juli en augustus                               |

## Aansluitingen
In de volgende plaatsen is of was er een aansluiting op de volgende spoorlijnen:
Gent-Sint-Pieters
Spoorlijn 50 tussen Brussel-Noord en Gent-Sint-Pieters
Spoorlijn 50A tussen Brussel-Zuid en Oostende
Spoorlijn 50A/6 tussen Gent-Sint-Pieters en Y Snepbrug
Spoorlijn 50E tussen Y Melle West en Gent-Sint-Pieters
Spoorlijn 55 tussen Gent-Sint-Pieters en Terneuzen
De Pinte
Spoorlijn 86 tussen De Pinte en Basecles-Groeven
Deinze
Spoorlijn 73 tussen Deinze en de Panne
Waregem
Spoorlijn 66A tussen Ingelmunster en Anzegem
Y Zandberg
Spoorlijn 89 tussen Denderleeuw en Y Zandberg
Kortrijk
Spoorlijn 66 tussen Brugge en Kortrijk
Spoorlijn 83 tussen Kortrijk en Amougies
Kortrijk-Vorming
Spoorlijn 66/1 tussen Y Leiebrug en Kortrijk-Vorming
Moeskroen
Spoorlijn 75A tussen Moeskroen en Froyennes
Moeskroen grens
RFN 278 000, spoorlijn tussen Fives en Tourcoing